# Sega Out Run
La Sega Out Run es una videoconsola de arcade lanzada por Sega en 1986. Se lanzaron 4 videojuegos para la consola.

## Características
- CPU Principal: 2 x MC68000 @ 12.5MHz
- CPU de Sonido: Z80 @ 4MHz
- Chip de sonido: YM2151 @ 4MHz Sega PCM @ 15.625 MHz
- Resolución: 256 x 192

## Videojuegos
- Limited Edition Hang-On
- Out Run
- Super Hang-Out
- Turbo Run Out